# Sarouel
 (avril 2016).
Si vous disposez d'ouvrages ou d'articles de référence ou si vous connaissez des sites web de qualité traitant du thème abordé ici, merci de compléter l'article en donnant les références utiles à sa vérifiabilité et en les liant à la section « Notes et références ».

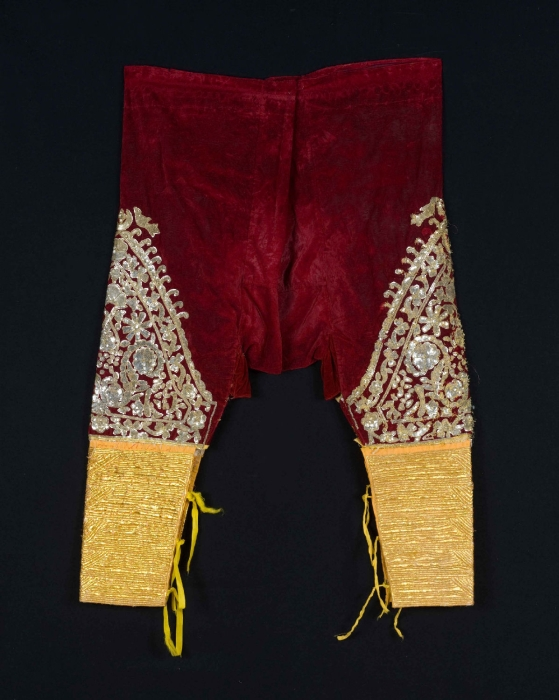
Sarouel en velours de soie brodé de fil d'argent doré.

Le sarouel (en arabe : سروال), saroual, seroual, aserwal (d'après le nom en kabyle) est un vêtement unisexe ample porté sur la partie inférieure du corps. Ce mot signifie pantalon en arabe. Il se caractérise par un entrejambe très bas, proche des genoux, par son amplitude, et par sa fermeture aux chevilles, protégeant les jambes contre les piqûres de moustiques tout en leur ménageant une relative aération, appréciée des Européens en fin de journée sous climat chaud et humide.
Son équivalent dans les Balkans est le dimije.

## Historique

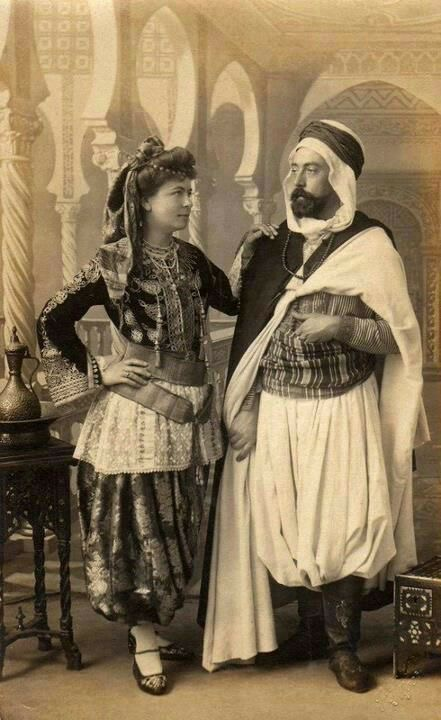
Couple en costumes traditionnels algériens au XIXe siècle : sarouel masculin et féminin.

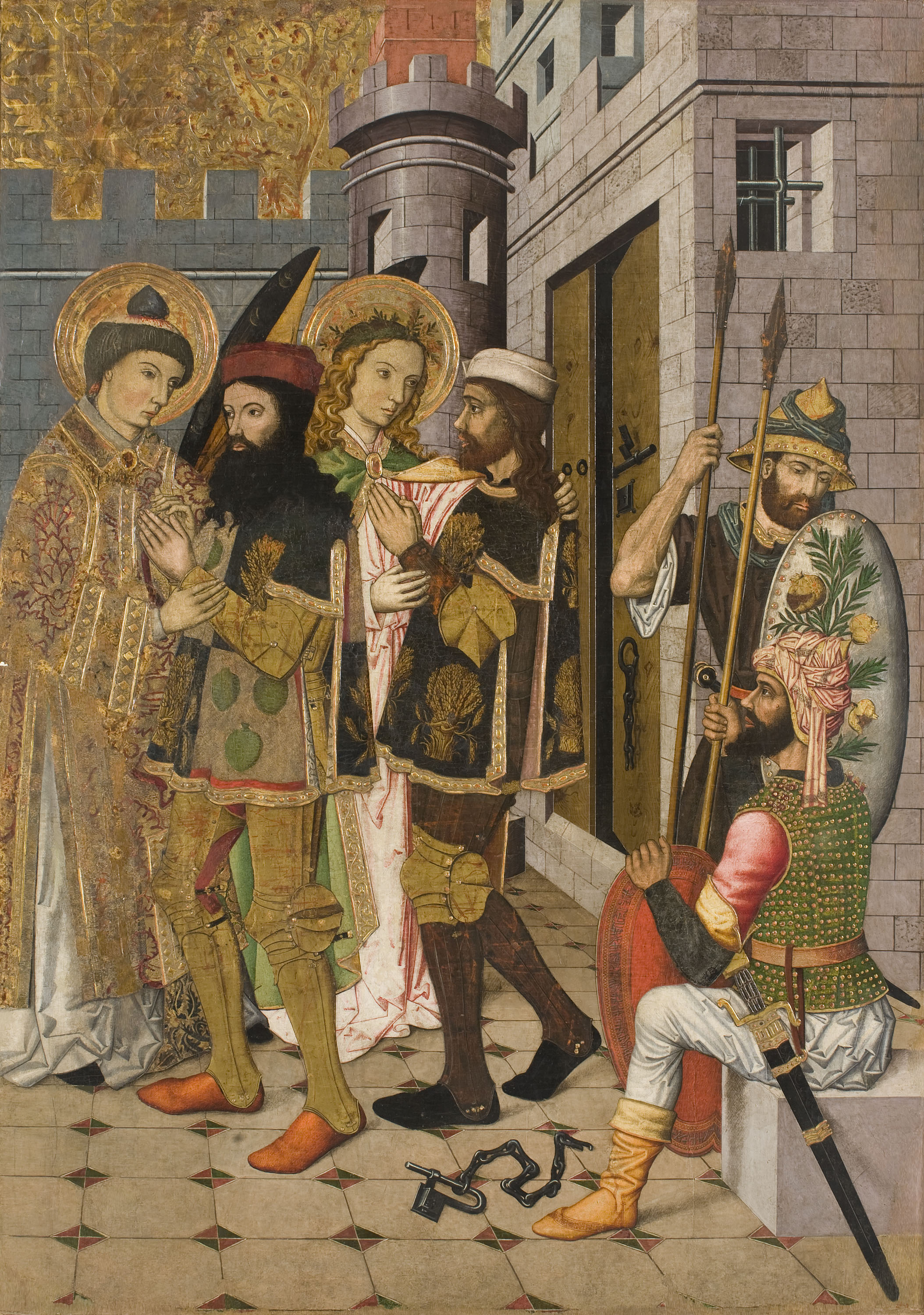
Libération de Galceran de Pinós, montrant un soldat maure portant un sarouel. Issu du retable de San Esteban Protomártir (es) de la ville de Granollers, atelier Vergós, 1495-1500, MNAC.

Le sarouel est originaire de la Perse. De là, il a suivi la route de l'ambre (ancienne route de la soie), pour se diffuser au gré des déplacements des marchands. C'est ainsi qu'il a finalement atteint les régions sahariennes, et en particulier les régions d'Afrique du Nord. 
En Occident, il est notamment porté dans les groupuscules anarchistes[Quoi ?] après avoir été portés par les dubs, les travellers, les hippies des années 1970 sur la route de Katmandou, et les teufeurs, etc.
En France, ce vêtement a été introduit au XIXe siècle lors de la colonisation de l'Algérie. Ce vêtement, initialement bouffant et porté par les zouaves, séduit rapidement par l'aisance qu'il procure.
Dans les années 1990, MC Hammer a popularisé une variante de ce type de vêtement, connu sous le nom de « pantalon parachute », « pantalon harem » ou « pantalon Hammer » (Hammer pants en anglais).